# Anders Hellgård
Anders Christer Hellgård, född 17 oktober 1975, är en svensk innebandyspelare. Han har spelat i bland annat Pixbo Wallenstam IBK och IBF Backadalen.

## Meriter
- VM-guld 5 st: 1998, 2000, 2002, 2004, 2006.
- SM-guld 2 st: 2001/02, 2002/03
- EC-guld 1st: 2003/04
- Player of the year: 2005/2006, 2006/07.
- 63 landskamper, 32 mål och 53 assist [1]